# Ратови звезда: Побуњеници
Ратови звезда: Побуњеници (енгл. Star Wars Rebels) је америчка 3Д анимирана научно-фантастична телевизијска серија премијерно приказана 3. октобра 2014. године на Disney Channel, а затим емитована 13. октобра 2014. године на Disney XD где је наставила емитовање. Радња се одвија четрнаест година после Ратови звезда — епизода III: Освета сита и пет година пре Ратови звезда — епизода IV: Нова нада, Побуњеници заузимају место у време владања Галактичке Империје. Империја покушава да уништи све преостале Џедаје и све Империјине побуњенике, док се они боре за правду сиромашнијег становништва.
У Србији, серија се емитовала од 11. октобра 2014. године на каналу , титлована на српски језик. Титлове је радио студио SDI Media. Српска синхронизација серије се очекује 2020. године на платформи HBO Go, коју је за Ливада продукцију урадио студио Синкер медиа. Од 2. новембра 2020. године се емитује на каналу , титлована на српски језик. Титлове је урадио студио Blue House.

## Радња
Четрнаест година након пада Галактичке републике и реда џедаја и уздизања Галактичке Империје која је приказана у филму Освета сита, шарена група побуњеника уједињује се на броду по имену Дух и започињу да спроводе прикривене операције против царског гарнизона на и око планете Лотал и других планета које прете у Империји.

## Улоге
| Лик          | Глас                       |
| ------------ | -------------------------- |
| Кејнан Џарус | Фреди Принц Џуниор         |
| Езра Бриџер  | Тејлор Греј                |
| Хера Синдула | Ванеса Маршал              |
| Зеб Орелиос  | Стивен Блум                |
| Сабина Рен   | Тија Сиркар                |
| Чопер        | Дејв Филони                |
| Инквизитор   | Џејсон Ајзакс              |
| Асока Тано   | Ешли Екштајн               |
| Дарт Вејдер  | Џејмс Ерл Џоунс Мет Лантер |